# 예수의 비유

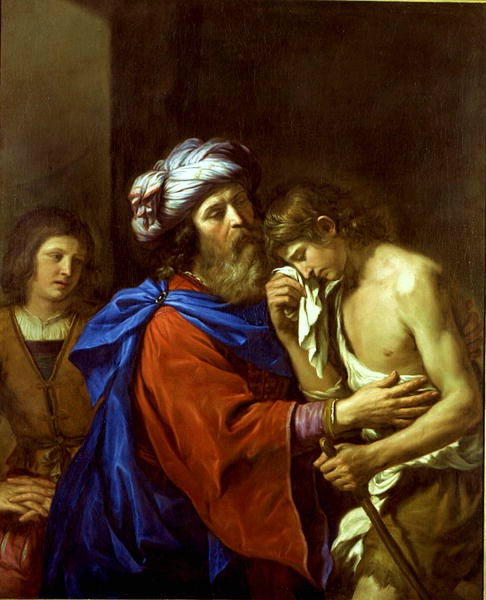
구에르치노의 작품: 방탕한 아들의 비유.

예수의 비유는 기독교의 사복음서와 정경에 속하지 않는 복음서 일부에서 볼 수 있는 이야기로, 주로 세 개의 공관복음서에서 다룬다. 이들은 예수의 가르침의 중요한 부분을 차지하는데, 다시 말해 기록된 예수의 가르침의 약 3분의 1이 비유에 속한다. 예수는 씨뿌리는 이야기, 겨자씨 이야기, 물고기를 잡아서 고르는 어부 이야기, 일용직 노동자 이야기,한 알의 밀알 비유처럼 갈릴리 민중들이 쉽게 만날 수 있는 소재들을 활용하여 하느님의 나라라는 새로운 세상에 대해 말했다. 그분이 비유로써 이야기한 이유는 청중들이 배우지 못한 사람들이었기 때문이다. 기독교인들은 이러한 비유를 매우 강조하는데 그 까닭은 요한 복음서 8장 28절과 14장 10절에 나온 바와 같이 이 비유들은 예수의 말씀이요, 아버지가 가르친 바와 같음을 믿기 때문이다.

## 예수와 비유의 사용
예수는 교훈을 할 때 비유를 아주 많이 사용한 것으로 유명하다. 마가복음 4:33-34에서는 "예수께서 이러한 많은 비유로 그들이 알아들을 수 있는 대로 말씀을 가르치시되, 비유가 아니면 말씀하지 아니하시고 다만 혼자 계실 때에 그 제자들에게 모든 것을 해석하시더라."라고 기록할 정도였다. 이 표현은 과장법적 표현으로 에수의 가르침 전체가 비유였다는 의미라기보다는 그만큼 비유를 많이 사용했음을 나타내는 표현이다.
이국진 (목사)는 자신의 책 《땅의 이야기로 들려주신 하늘 이야기》에서 예수가 비유를 많이 사용할 수 밖에 없었던 이유로 영적인 교훈의 난해성을 꼽는다. 한번도 경험한 적이 없는 이해하기 어려운 주제를 이해시키기 위해서는 이 세상의 이야기에 빗대어 가르쳐야만 하는 필연성이 있었음을 지적한다. 정승우는 자신의 책 《인류의 영원한 고전-신약성서》에서 예수가 비유를 사용한 이유로 청중들이 배우지 못한 사람들이었기 때문이었다고 하는데, 이는 어설픈 설명일 뿐이다.

## 비유 해석의 역사
예수의 비유를 해석하는 방법으로는 오래 전부터 비유에 등장하는 모든 요소들에 각각의 의미가 있다는 전제하에서 해석하는 방법인 알레고리가 많이 사용되었다. 예를 들어, 선한 사마리아인의 비유를 어거스틴은 에수를 통한 구원의 진리를 나타내는 것으로 해석한 바 있다. 여리고로 내려가다가 강도만난 사람은 아담을 상징하고, 제사장과 레위인이 그냥 지나간 것은 율법과 선지자로서는 구원을 받을 수 없는 것을 상징하고, 선한 사마리아인이 도와준 것은 예수님을 의미하며, 여관은 교회를 상징하고, 다시 온다는 것은 예수의 재림을 의미한다는 식이다. 이러한 알레고리적 해석은 칼빈을 비롯한 종교개혁가들에 의해서 배격되었고, 결국 율리허(Adolf Jülicher)는 알레고리를 배격하고 비유에는 오직 하나의 뜻만이 있다고 주장하였다.
그러나 시대가 흘러 포스트모더니즘 시대에 들어서게 되자, 비유 자체는 어떤 하나의 의미에 매여 있는 것이 아니라 하나의 예술작품처럼 다양한 의미에 열려 있어서 해석자가 나름대로 창의적을 해석하는 것을 환영하게 되었다. 하지만 여전히 예수가 비유를 말했을 때, 그 때에 의도했던 원래의 의미가 무엇인가를 밝히는 것은 의미 있는 과제일 것이다.

## 비유 해석 중요 서적
1. 요아킴 예레미아스, 『예수의 比喩』 (분도출판사, 1974)
2. 케네스 E. 베일리, 『중동의 눈으로 본 예수님의 비유』 (이레서원, 2017)
3. 사이먼 J. 키스트메이커, 『예수님의 비유』 (기독교문서선교회, 2002)
4. 존 팀머, 『하나님 나라 방정식: 예수님의 비유에 대한 새로운 접근』 (크리스챤 다이제스트, 1991)
5. 홍창표, 『하나님 나라와 비유』 (합동신학대학원출판부, 2004)
6. 유진 피터슨, 『비유로 말하라』 (IVP, 2008)
7. 권성수, 『천국은 어떤 나라인가?』 (횃불, 1993)
8. 최갑종, 『예수님의 비유: 본문, 해석 그리고 설교/ 적용』 (이레서원, 2001)
9. 이국진, 『땅의 이야기로 들려주신 하늘 이야기』 온라인 출간 서적: http://iwbs.org/?p=76</ref>
10. Craig L. Blomberg, Interpreting the Parables (Downers Grove: IVP, 1990)

## 비유 목록
| 번호 | 사건                     | 마태복음(마태오복음서) | 마가복음(마르코복음서) | 누가복음(루카복음서) | 요한복음(요한복음서) |
| ---- | ------------------------ | ---------------------- | ---------------------- | -------------------- | -------------------- |
| 1    | 자라나는 씨              |                        | Mark 4:26–29           |                      |                      |
| 2    | 두 빚진 자               |                        |                        | Luke 7:41–43         |                      |
| 3    | 말 밑의 등불             | Matthew 5:14–15        | Mark 4:21–25           | Luke 8:16–18         |                      |
| 4    | 착한 사마리아인의 비유   |                        |                        | Luke 10:30–37        |                      |
| 5    | 밤중의 벗                |                        |                        | Luke 11:5–8          |                      |
| 6    | 어리석은 부자            |                        |                        | Luke 12:16–21        |                      |
| 7    | 지혜롭고 어리석은 건축가 | Matthew 7:24–27        |                        | Luke 6:46–49         |                      |
| 8    | 새 포도주를 옛 부대에    | Matthew 9:17–17        | Mark 2:21–22           | Luke 5:37–39         |                      |
| 9    | 강한 자의 비유           | Matthew 12:29–29       | Mark 3:27–27           | Luke 11:21–22        |                      |
| 10   | 씨 뿌리는 자의 비유      | Matthew 13:3–9         | Mark 4:3–9             | Luke 8:5–8           |                      |
| 11   | 가라지                   | Matthew 13:24–30       |                        |                      |                      |
| 12   | 열매 없는 무화과나무     |                        |                        | Luke 13:6–9          |                      |
| 13   | 겨자씨의 비유            | Matthew 13:31–32       | Mark 4:30–32           | Luke 13:18–19        |                      |
| 14   | 누룩                     | Matthew 13:33–33       |                        | Luke 13:20–21        |                      |
| 15   | 진주의 비유              | Matthew 13:44–46       |                        |                      |                      |
| 16   | 물고기를 모는 그물       | Matthew 13:47–50       |                        |                      |                      |
| 17   | 감추인 보화              | Matthew 13:44–44       |                        |                      |                      |
| 18   | 비용의 예산              |                        |                        | Luke 14:28–33        |                      |
| 19   | 잃어버린 양              | Matthew 18:10–14       |                        | Luke 15:4–6          |                      |
| 20   | 용서하지 않는 종         | Matthew 18:23–35       |                        |                      |                      |
| 21   | 잃어버린 동전            |                        |                        | Luke 15:8–9          |                      |
| 22   | 방탕한 아들의 비유       |                        |                        | Luke 15:11–32        |                      |
| 23   | 불의한 청지기            |                        |                        | Luke 16:1–13         |                      |
| 24   | 부자와 나사로            |                        |                        | Luke 16:19–31        |                      |
| 25   | 주인과 하인              |                        |                        | Luke 17:7–10         |                      |
| 26   | 불의한 재판장            |                        |                        | Luke 18:1–9          |                      |
| 27   | 바리사이파 사람과 세리   |                        |                        | Luke 18:10–14        |                      |
| 28   | 포도원의 품꾼들          | Matthew 20:1–16        |                        |                      |                      |
| 29   | 두 아들                  | Matthew 21:28–32       |                        |                      |                      |
| 30   | 악한 농부들              | Matthew 21:33–41       | Mark 12:1–9            | Luke 20:9–16         |                      |
| 31   | 혼인잔치                 | Matthew 22:1–14        |                        | Luke 14:15–24        |                      |
| 32   | 잎사귀 나는 무화과나무   | Matthew 24:32–35       | Mark 13:28–31          | Luke 21:29–33        |                      |
| 33   | 미더운 종                | Matthew 24:42–51       | Mark 13:34–37          | Luke 12:35–48        |                      |
| 34   | 열 처녀                  | Matthew 25:1–13        |                        |                      |                      |
| 35   | 달란트와 므나            | Matthew 25:14–30       |                        | Luke 19:12–27        |                      |
| 36   | 양과 염소                | Matthew 25:31–46       |                        |                      |                      |
| 37   | 혼인잔치의 비유          |                        |                        | Luke 14:7–14         |                      |

## 같이 보기
- 예수의 연대학
- 복음서 조화
- 기독교에서의 예수
- 예수의 공생애
- 예수의 기적